# Nicola Berti
Nicola Berti (Salsomaggiore Terme, 1967. április 14. –) világbajnoki ezüstérmes olasz labdarúgó, középpályás.

## Pályafutása

### Klubcsapatban
1982 és 1985 között a Parma labdarúgója volt. Tagja volt az 1983–84-es idényban a Serie C-ben bajnokságot nyert csapatnak. 1985 és 1988 között a Fiorentina csapatában szerepelt. 1988 és 1998 között az Internazionale játékosa volt és itt töltötte pályafutása meghatározó részét. Egy bajnoki címet és kát UEFA-kupa győzelmet ért el a csapattal. 1998-99-ben az angol Tottenham Hotspur, 1999-ben a spanyol Deportivo Alavés, 2000-ben az ausztrál Northern Spirit együttesében szerepelt. 2000-ben vonult vissza az aktív labdarúgástól.

### A válogatottban
1988 és 1995 között 39 alkalommal szerepelt az olasz válogatottban és három gólt szerzett. Az 1990-es hazai rendezésű világbajnokságon a bronzérmes csapat tagja volt. Négy év múlva, az 1994-es Egyesült Államokbeli világbajnokságon ismét részt vett, ahol ezüstérmet szerzett az együttessel.

## Sikerei, díjai
Olaszország
- Világbajnokság
  - ezüstérmes: 1994, Egyesült Államok
  - bronzérmes: 1990, Olaszország

 Internazionale
- Olasz bajnokság (Serie A)
  - bajnok: 1988–89
  - 2.: 1992–93
- Olasz szuperkupa (Supercoppa Italiana)
  - győztes: 1989
- UEFA-kupa
  - győztes: 1990–91, 1993–94
  - döntős: 1996–97

 Tottenham Hotspur
- Angol ligakupa (Football League Cup)
  - győztes: 1998–99